# Bartonella
Bartonella (tidigare känd som Rochalimaea) är ett släkte av gramnegativa bakterier. Fakultativa intracellulära bakterier, Bartonella arten kan infektera personer med god hälsa men anses speciellt viktig som en opportunistisk patogen. Bartonella överförs genom smittvektorer såsom fästingar, loppor, hjortflugor, sandmyggor och myggor. Det är känt att åtminstone åtta av Bartonella arterna eller underarterna infekterar människor.
Bartonella henselae orsakar kattklössjuka, en sjukdom som vanligen är självbegränsande men kan vara allvarlig för immunförsvarsförsvagade personer.
Bartonella bacilliformis orsakar Oroyafeber.
Bartonella quintana orsakade skyttegravsfeber under första världskriget.